# Liste der Bodendenkmale in Dagebüll
In der Liste der Bodendenkmale in Dagebüll sind die Bodendenkmale der Gemeinde Dagebüll nach dem Stand der Bodendenkmalliste des Archäologischen Landesamts Schleswig-Holstein von 2016 aufgelistet. Die Baudenkmale sind in der Liste der Kulturdenkmale in Dagebüll aufgeführt.
| Denkmal-ID           | Befundart | Bezeichnung                     | Zeitstellung         | Lage | Bemerkungen | Bild |
| -------------------- | --------- | ------------------------------- | -------------------- | ---- | ----------- | ---- |
| aKD-ALSH-Nr. 001 184 | Siedlung  | Warft/Deichsiedlung             |                      |      |             |      |
| aKD-ALSH-Nr. 001 186 | Siedlung  | Fething/Süßwassertränke (Warft) | Mittelalter, Neuzeit |      |             |      |
| aKD-ALSH-Nr. 001 187 | Siedlung  | Fething/Süßwassertränke (Warft) | Mittelalter, Neuzeit |      |             |      |
| aKD-ALSH-Nr. 001 188 | Siedlung  | Fething/Süßwassertränke (Warft) | Mittelalter, Neuzeit |      |             |      |